# Angels and Daemons at Play
Angels and Daemons at Play è il sesto album in studio della band norvegese Motorpsycho uscito nel 1997 per la Stickman.

## Il disco
Originariamente l'album uscì come un triplo Ep: Babyscooter (uscito il 27 gennaio 1997), Have Spacesuit Will Travel (3 febbraio) e Lovelight (10 febbraio). Furono stampate solo 500 copie di ognuno degli Ep.
Solo successivamente fu stampato come un singolo Cd e doppio Lp.
La copertina fu creata da Kim Hiorthøy.

## Tracce

### Versione Cd singolo
0. Ohm's Concerto for Alto and Soprano Saw – 1:28 (traccia nascosta, accessibile tornando indietro dall'inizio)
1. Sideway Spiral – 2:33
2. Walking on the Water – 4:19
3. Heartattack Mac – 7:41
4. Pills, Powders + Passion Plays – 3:24
5. In the Family – 5:24
6. Un Chien d'espace – 13:40
7. Sideway Spiral II – 3:21
8. Like Always – 3:39
9. Stalemate – 4:55
10. Starmelt/Lovelight – 3:30
11. Timothy's Monster – 4:16

### Versione doppio LP
Lato 1
1. Sideway Spiral – 2:33
2. Walking on the Water – 4:19
3. Heartattack Mac – 7:41
4. Pills, Powders + Passion Plays – 3:24

Lato 2
1. In the Family – 5:24
2. Un Chien d'espace – 13:40

Lato 3
1. Back to Source - 6:34
2. Have Spacesuit, Will Travel - 13:51
3. Ohm's Concerto for Alto and Soprano Saw – 1:38

Lato 4
1. Sideway Spiral II – 3:21
2. Like Always – 3:39
3. Stalemate –4:55
4. Starmelt/Lovelight – 3:30
5. Timothy's Monster – 4:16

### EP originali
Babyscooter
1. Sideway Spiral – 2:33
2. Walking on the Water – 4:19
3. Heartattack Mac – 7:41
4. Pills Powders + Passion Plays – 3:24
5. In the Family – 5:24

Have Spacesuit Will Travel
1. Un Chien d'espace – 13:40
2. Have Spacesuit, Will Travel – 13:51
3. Ohm's Concerto for Alto and Soprano Saw – 1:38

Lovelight
1. Sideway Spiral II – 3:21
2. Like Always – 3:39
3. Stalemate – 4:55
4. Starmelt/Lovelight – 3:30
5. Timothy's Monster – 4:16
6. Atlantic Swing - 1:08

## Compositori
- Ohm's Concerto for Alto and Soprano Saw – O.H. Moe
- Sideway Spiral I, Like Always, Back to Source – Ryan/Sæther
- Walking on the Water, Pills, Powders + Passion Plays, In the Family, Stalemate – Sæther
- Heartattack Mac, Sideway Spiral II, Starmelt/Lovelight, Timothy's Monster – Gebhardt/Ryan/Sæther
- Have Spacesuit, Will Travel – Gebhardt/Ryan/Sæther/Henlein
- Atlantic Swing – sconosciuto, probabilmente Gebhardt/Ryan/Sæther/Fagervik

## Formazione
- Bent Sæther — voce, basso, chitarre elettriche e acustiche, piano, Mellotron, piano Rhodes, Moog Taurus, percussioni; assolo di batteria in Sideway Spiral I
- Hans Magnus Ryan — voce, chitarre elettriche e acustiche, basso, doppio basso, piano, organo, vibrafono, Moog Taurus, percussioni; batteria in Atlantic Swing
- Håkon Gebhardt — batteria, percussioni, banjo, piano, voce
- Ole Henrik Moe — sax alto e soprano, piano, violino
- Deathprod — oscillators, Echoplex, reverators, ring modulators
- Morten Fagervik — chitarra in Atlantic Swing